# Marco Marchionni
Marco Marchionni (Monterotondo, 22 de julho de 1980) é um futebolista italiano que atua como meia. Atualmente, joga pelo Parma.

## Carreira
Começou sua carreira profissional no Monterotondo em 1997, depois de uma temporada se transferiu para o Empoli, em 1998, e deixou o time em 2001 para ir para o Parma. Permaneceu no Parma por cinco temporadas, com uma passagem por empréstimo pelo Piacenza em 2003.
Suas boas performances pelo Parma começaram na temporada 2003–04, quando começou a ter apoio de Cesare Prandelli, que era renomado pela afinidade com jogadores jovens. Aquela temporada foi de destaque para Marchionni, com um total de 35 jogos e incluindo 6 gols marcados na Copa da UEFA. Também estreou na Seleção Italiana em 12 de novembro de 2003 em um amistoso contra a Polônia.
A temporada seguinte foi positiva, com 32 jogos e 6 gols marcados. Em 2005–06 Marchionni deu uma grande contribuição, terminando o ano com 31 jogos e 4 gols.
Seu talento e relativa juventude atraíram as atenções da Juventus, que contratou Marchionni em junho de 2006. Ficou três temporadas na Juve.
Em 6 de julho de 2009, a Fiorentina acertou sua contratação com a Juventus.
Depois de seu contrato ter terminado com a Fiorentina, acertou seu retorno ao Parma em 14 de setembro de 2012.